# Estavar
Estavar és una comuna de la Catalunya del Nord, a la comarca de l'Alta Cerdanya. Administrativament, pertany a l'Estat francès.
El terme comprèn també els llogarets de Bajande i Callastre.

## Etimologia
Segons Joan Coromines, el topònim Estavar està format per la unió de dos ètims diferents. D'una banda, Esto- / Esta- (clos, cleda), iberobasc, relacionat amb les pastures de la zona, especialment les de Llívia. De l'altra, -barre (baixa). Entre els dos mots, Estavar descriuria la situació del poble, a la part baixa de la vall.

## Geografia

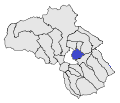
Estavar a l'Alta Cerdanya

### Localització i característiques generals del terme
El terme comunal d'Estavar, de 92.400 hectàrees d'extensió, és situat a la zona central de la comarca de l'Alta Cerdanya. És totalment envoltat d'altres termes cerdans, llevat de la zona occidental i sud-occidental, on limita amb el terme municipal de Llívia, geogràficament pertanyent a l'Alta Cerdanya, però administrativament a la Baixa Cerdanya.
En el terme d'Estavar es poden distingir dues parts clarament diferenciades: el terç inferior, més pla, situat al sud del terme, que forma una mena de mitja lluna als peus del massís muntanyós que ocupa els dos terços superiors. Aquesta zona més plana es troba a l'entorn de la llera del Segre. Aquest massís és on estan situades les comunes de Targasona, Èguet i Font-romeu, Odelló i Vià. La zona muntanyosa conté les valls, bastant marcades (sobretot el primer), del Rec de l'Angust i el de l'Avenosa.
El punt més elevat del terme és el turó que hi ha al nord-oest del Coll d'Èguet, amb 1.659 m alt, al Serrat d'en Puig. Tot el límit nord de la comuna, esbiaixat de nord-oest a sud-est, és a l'entorn dels 1.600 o 1650 metres d'altitud, a banda i banda del Rec de l'Angust, que el parteix en dues unitats (el riu hi passa a l'entorn dels 1.280 m alt): al nord-oest la carena que separa els termes d'Estavar i d'Èguet; al sud-est, la que separa el d'Estavar del de Font-romeu, Odelló i Vià. Al nord i nord-est del poble d'Estavar es troben els extrems meridionals d'aquests dos massissos, de 1.546 (nord) i 1.470 (nord-est). Pel de més al nord discorre la carretera D - 33f, la carretera d'Èguet; a la base del del nord-est hi ha els nuclis de Bajanda i Callastre. El poble d'Estavar és a 1.216 m alt, el de Bajanda, a 1.280, i el de Callastre, a 1.335. El punt més baix de la comuna és a la llera del Segre, poc després que s'hi ajunti l'Angust, al límit amb Llívia, on arriba als 1.200 metres d'altitud.
El terme comunal d'Estavar està inclòs en el Parc Natural Regional del Pirineu Català.
Termes municipals limítrofs:
| Targasona | Èguet | Font-romeu, Odelló i Vià |
| Llívia    |       |                          |
|           |       | Sallagosa                |

.

### El poble d'Estavar

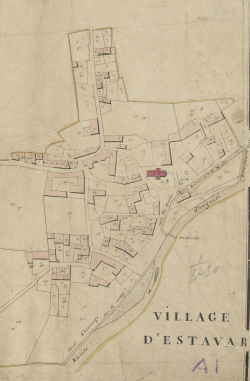
Estavar en el Cadastre Napoleònic del 1812 (Arxius Departamentals dels Pirineus Orientals, ADPO)

El poble d'Estavar està situat al racó sud-oest del terme comunal, a la plana cerdana, al lloc on conflueix el Segre amb els recs de l'Angust i de l'Avenosa. Consta d'un nucli vell, agrupat a l'entorn de l'església parroquial de Sant Julià d'Estavar, situada a l'extrem nord-est del nucli de població, i de l'antic cementiri, actualment convertit en plaça (el cementiri actual és fora del poble, a llevant). És tot ell a la dreta del Rec de l'Angust.
El poble modern s'ha estès, sobretot en forma de noves urbanitzacions, als peus de la muntanya que es troba al nord i damunt del poble d'Estavar, aprofitant la carretera D - 33f (carretera d'Èguet) que hi fa de vial principal.

### Bajanda

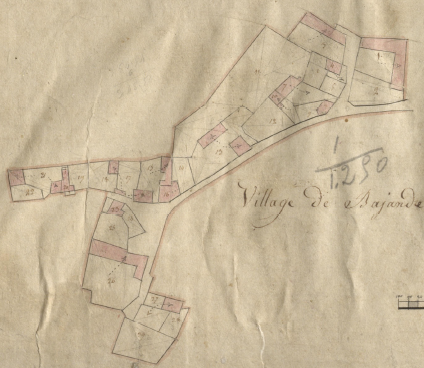
Bajanda en el Cadastre Napoleònic del 1812 (ADPO)

El poble de Bajanda és a prop a llevant del d'Estavar, als peus dels Querrots, el massís que s'enfila cap al termenal amb Font-romeu, Odelló i Vià. És un petit vilatge amb l'església, antigament parroquial, de Sant Bartomeu de Bajanda en el seu extrem sud-occidental, amb el cementiri al seu voltant. A l'est, sud-est i sud, sobretot, de Bajanda, s'ha anat creant un nucli de població de casetes aïllades amb un jardí al voltant seu.

### Callastre

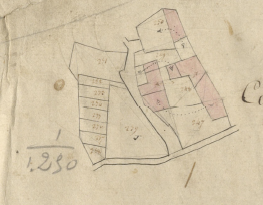
Callastre en el Cadastre Napoleònic del 1812 (ADPO)

Encara més a llevant de Bajanda es troba el petit vilatge de Callastre, avui dia quasi del tot reduït a una sola explotació agrícola.

### Palmanill
Palmanill era un vilatge documentat el 1265 (villarium de Palmanill) situat a l'extrem occidental del terme, al límit amb Targasona. El seu territori fou repartit entre les dues comunes frontereres.

### Els masos del terme
De masos, pròpiament dits, només hi ha el Mas Palau i el Mas Sant Josep, a part dels desapareguts Mas Jordana i Mas Marçal, noms ara considerats antics. A part, hi ha el Forn de Calç, abans Forn d'en Fabra, els càmpings l'Enclavament i els Horts d'Estavar i el Cementiri Nou.

### Hidrònims

#### Cursos d'aigua
La zona meridional del terme d'Estavar s'articula a l'entorn del Segre, que entra en el terme per l'extrem sud-est i travessa tota aquesta part del terme per sortir-ne per l'extrem sud-oest. En el decurs d'aquest traçat, el Segre rep l'afluència dels torrents que davallen de la zona nord: el Torrent de la Manua, el Rec de l'Angust i, ja al límit dels termes d'Estavar i Llívia, el Rec de l'Estaüja, o, simplement, l'Estaüja, que en el seu extre, occidental rep els recs d'Èguet i de Targasona, al límit del terme. El Rec de l'Agust rep les afluències següents: al nord, al límit del terme, per la dreta, el Rec de Sant Esteve, procedent d'Èguet, després, també per la dreta, el Rec de les Baladoses, i per l'esquerra el Rec del Bac; més endavant, per la dreta, el Rec de Coma Lladre i, més al sud i encara per la dreta, el Rec del Salt i el Rec de Travessa; finalment, ara per l'esquerra, el Rec d'Angust. Més a llevant es troba el Rec o Torrent de la Manua, que davalla de la Coma de Callastre, que recull per l'esquerra les aigües del Rec de Callastre, del Rec dels Bacs i del Rec del Camp Gros. El Segre rep a l'extrem del terme d'Estavar, per l'esquerra, el Rec de la Molinassa.

#### Canals d'irrigació
En el terme d'Estavar es poden trobar la Branca del Rec de Callastre, el Rec de Bajanda, el Rec de Callastre, o Callastrí, el Rec de Llívia, el Rec del Molí, el Rec d'Estavar i el Sifó del Rec d'Estavar, a més de la Presa del Rec de Llívia.

### Orònims
Els espais geogràfics concrets del terme d'Estavar es poden agrupar en obagues, com el Bac i els Bacs; boscc, com el Bosc Comunal d'Estavar; clots, com els Clots; colls, com el Coll d'Èguet; comes, com la Coma, la Coma Lladre i la Coma de Callastre; costes, com les Costes i les Costetes; plans, com el Pla de l'Avall i el Pla del Corral; serres, com la Serra de Baladosa, la Serra del Bac de Vià, la Serra de Planells, també anomenada l'Hipopòtam, i el Serrat d'en Puig, i solanes, com la Solana.

### El terme comunal
Les partides o espais geogràfics definits del terme d'Estavar són l'Arbre, l'Arbolosa, o les Arboloses, l'Arça, o la Coma, l'Avall, els Bagatells, Callastre, el Camp de l'Arbre de Baix, el Camp de l'Arbre de Dalt, el Camp de la Mina, el Camp de Porta, el Camp de Darrer Casa, el Camp Gros, els Camps de la Manua, els Camps de la Iglesi, la Carrerada, les Carrerades, la Closa, Coll d'Èguet, el Disc, la Dura, l'Estacada, l'Escapada (zona de lleure), l'Estaüja, l'Estrada, Font Travessa, les Foranques, la Gara, el Mas Sant Josep, la Mina, els Pasquers, el Pastoral, el Peiró, Picobell, la Prada, el Prat de l'Aller, el Prat del Molí, el Prat Gran, els Prats de l'Estruc, els Prats de Segre, el Puig de Terrossell, els Pujals, els Querrots, el Rec de la Manua, el Terrossell, els Tarters de Callastre i els Vinyals.

#### Senyals termenals
Els límits del terme d'Estavar amb topònims propis del terme d'Estavar són el Clot de Baix de la Serra de Baladosa, la Creu del Rec de Palmanill, la Fita, la Peira Fita, el Piló del Cim de la Serra de la Baladosa, el Piló del Cim de la Serra del Bac de Vià, el Piló del Cim del Serrat d'en Puig i els Pilons de la Serra de Planells.

### Fites frontereres
En el terme d'Estavar hi ha 6 fites fronteres, totes respecte del terme municipal de Llívia: les que porten els números del 18 al 22, amb la 21 desdoblada en 21 i 21-I. Discorren de primer cap al nord-oest i més endavant, cap al nord.
- La número 18 és al Serrat del Terrosell, a uns 330 metres al nord-oest del punt on es troben els termes d'Estavar, Sallagosa i Llívia. És a prop al sud-oest del Mas Sant Josep, al costat oest del camí que mena a aquest mas des del terme de Llívia. És una pedra de base quadrada i mida mitjana, amb la part superior piramidal, tot i que no gaire alta. Té el número i la lletra corresponent a la comuna (E d'Estavar) o municipi (LL de Llívia) de la cara on són situats, gravats a la pedra, pintats de color negre i emmarcats per un requadre rectangular vertical de color blanc.

- La 19 és també en el mateix serrat esmentat, 220 metres a ponent de la fita anterior. És a prop al sud-oest del càmping L'Escapada. És, com l'anterior, una pedra de base quadrada i mida mitjana amb el capdamunt de forma piramidal no gaire alta. La fita és bastant enterrada, i aflora poc del sòl on es troba.

- La 20 és encara en el mateix Serrat del Terrosell, a 165 metres a ponent de l'anterior, al sud del poble d'Estavar i a prop a llevant de laa vila de Llívia. És igual que les fites anteriors, no destaca gaire del sòl, però al costat té clavada una pedra força alta.

- La 21 és també en el Serrat del Terrosell, i està doblada: una, la 21 sense afegitó, és molt a prop de la carretera interna de Llívia, en el punt on la carretera fa una lleugera inflexió, a 236 metres de l'anterior. És una fita semblant a les anteriors, però més nova, amb la capçalera piramidal de cantells arrodonits, i les cares pintades de blanc. Al mig de les cares corresponents, el número i la inicial del terme respectiu són gravats i pintats de color negre.

- La 21-I és al cim del Tossal del Terrosell, una lleu elevació a l'esquerra del Segre, a 25 metres de l'anterior. És una fita grossa, de base quadrangular, amb la capçalera plana. A la cara que afronta a Llívia hi ha les inicials LL, dessota, 21 i, encara més ensota, les lletres BLS, tot gravat a la pedra i emmarcat dins d'un requadre clac que abraça la quasi totalitat de la cara del bloc de pedra.

- Finalment, la 22[9] és al triterme entre Estavar, Llívia i Targasona, a la confluència del Rierol de Palmanill amb l'Estaüja, a la dreta de la llera d'aquests rius. Es troba a uns 3,5 quilòmetres de l'anterior, sempre seguint aigües amunt l'Estaüja. És una creu amb el número dessota, gravats en una roca natural plana, sense pintura.

## Comunicacions i transports

### Carreteres
En el terme comunal d'Estavar es poden trobar fins a tres carreteres departamentals: la N - 154 espanyola, que fa de termenal amb Llívia a l'extrem meridional del terme, la D - 33 i la seva variant, D - 33f. La D - 33 (N - 116, al Coll de la Perxa - Estavar) és la carretera que enllaça la principal carretera cerdana d'enllaç amb el Conflent i el Rosselló amb Estavar, on acaba el seu recorregut. Finalment, la D -33f és la continuacio de l'anterior des d'Estavar cap a Èguet, on enllaça amb la D - 618. A més, hi ha encara una carretera local que uneix Estavar amb Llívia.

### Ferrocarril
A l'extrem sud-est del terme es troba l'Estació d'Estavar, de la línia del Tren Groc. Està situada al capdamunt d'un ampli revolt per a guanyar alçada, entre les estacions de Sallagosa i de Font-romeu, Odelló i Vià.

### Transport públic col·lectiu
Estavar disposa del Servei a la demanda, i, a més, en els pobles veïns pot enllaça amb la línia 260, que uneix Perpinyà amb la Cerdanya passant per Prada, fins on és directa des de la capital del Rosselló, Rià, Vilafranca de Conflent, Serdinyà, Oleta, Toès, Fontpedrosa, Fetges, Montlluís, Bolquera, Font-romeu, Èguet, Targasona, Angostrina, Vilanova de les Escaldes, Ur, Enveig, la Tor de Querol, la Cabanassa, Sallagosa, Er, Naüja, Oceja, la Guingueta d'Ix, Ur (fent un bucle a l'Alta Cerdanya), Enveig, la Tor de Querol, Porta i Portè. Aquesta línia circula de dilluns a dissabte amb quatre serveis diaris en direcció a la Cerdanya i cinc en direcció a Perpinyà, més un servei diari extra divendres i dissabte i tres serveis en cada direcció el diumenge.

### Els camins del terme
Les vies de comunicació d'Estavar amb els pobles i termes veïns són els dos camins de Gorguja (des de Bajanda i des d'Estavar), el Camí de la Gara, antigament Camí de Montlluís, o Camí Vell de Montlluís, el de Llívia a Sallagosa, o Camí Vell de Llívia, el de Bajanda a Montlluís, el de Bajanda a Sallagosa, el de Targasona, el d'Odelló, la Carrerada, la Ruta de Font-romeu, o d'Èguet, la Ruta de Llívia, la Ruta de Sallagosa i el Torn de Cerdanya. D'altra banda, els interiors del terme propi són el Camí de Bajanda, el de Callastre, els dos de la Baladosa, el del Clot, el del Forn, el dels Bagatells, el d'Estaüja, el Carrer Clos, la Carretera i la Ruta de Callastre. Cal considerar també el Passallís del Camí de Gorguja, en el Segre.

## Activitats econòmiques
Les activitats econòmiques tradicionals d'Estavar estaven lligades, com arreu del país, als seus recursos naturals, en especial el bosc i les pastures, a més del conreu de les terres a la zona plana meridional del terme, a la vall del Segre. De les quasi 200 hectàrees conreades, unes 175 són dedicades a prats i farratges, mentre que menys de 20 són per a cereals i tan sols 3 a l'horta. És molt important la producció de llet, amb més de 300 caps de bestiar boví i de 800 d'oví. El turisme s'hi ha desenvolupat una mica els darrers anys, amb dos càmpings i bastants cases de segona residència.

## Història

### Edat mitjana
Estavar apareix en l'Acta de consagració de l'església de la Seu d'Urgell, fins ben recentment atribuïda a principis del segle ix, però que després s'ha demostrat que cal endarrerir-la fins a començaments de l'XI, moment en què també consten possessions a Estavar de l'abadia de Sant Miquel de Cuixà. El 1094, a més, el comte de Cerdanya Guillem Ramon concedia el vilatge rural d'Estavar i totes les seves dependències a l'abadia esmentada. Ja al segle xiii, el senyoriu d'Estavar és en mans de Bernat II de Llo, senyor de So, Queragut i Èvol, probablement per alienació dels béns de l'abat de Cuixà Arnau. Poc després, però, li fou confiscat aquesta senyoria, que anà a parar a mans del comte Ramon Roger I de Foix. Tanmateix, el 1239, tot i que sota el vassallatge del de Foix, la senyoria d'Estavar retornava a Bernat III de Llo - So per iniciativa de Jaume I el Conqueridor. El net de Bernat III, Bernat IV de So, era instituït vescomte d'Èvol, i en endavant Estavar estigué unit a aquest vescomtat.

### Edat Moderna
Al llarg de l'edat moderna, Estavar anà passant de mans per raó d'herències: el 1632 depenia del Comte de Guimerà, i en el moment d'esclatar la Revolució Francesa n'era titular el Duc d'Híxar, hereu del Vescomtat d'Èvol.

## Demografia

### Demografia antiga
La població està expressada en nombre de focs (f) o d'habitants (h)
| 29 f | 21 f | 12 f | 16 f | 38 f | 49 f | 204 h | 50 f | 247 h | 54 f |

(Fonts: Pélissier, 1986.)
Nota:
- 1365: per a Estavar, Bajanda, Palmanill (3 f) i Callastres (7 f);
- 1378: per a Estavar, Bajanda, Callastres (4 f) i Palmanill (3 f);
- 1553: dels quals, 1 f per a Callastre;
- 1720: per a Estavar i Bajanda.

### Demografia contemporània
| Evolució de la població |      |      |      |      |      |      |      |      |
| 1793                    | 1800 | 1806 | 1821 | 1831 | 1836 | 1841 | 1846 | 1851 |
| 249                     | 192  | 230  | 229  | 327  | 343  | 328  | 322  | 320  |

| 1856 | 1861 | 1866 | 1872 | 1876 | 1881 | 1886 | 1891 | 1896 |
| ---- | ---- | ---- | ---- | ---- | ---- | ---- | ---- | ---- |
| 322  | 314  | 309  | 325  | 335  | 348  | 289  | 280  | 295  |

| 1901 | 1906 | 1911 | 1921 | 1926 | 1931 | 1936 | 1946 | 1954 |
| ---- | ---- | ---- | ---- | ---- | ---- | ---- | ---- | ---- |
| 280  | 352  | 302  | 246  | 234  | 203  | 175  | 175  | 167  |

| 1962 | 1968 | 1975 | 1982 | 1990 | 1999 | 2005 | 2010 | 2015 |
| ---- | ---- | ---- | ---- | ---- | ---- | ---- | ---- | ---- |
| 118  | 178  | 206  | 281  | 358  | 409  | 498  | 408  | 457  |

| 2016 |
| ---- |
| 464  |

Fonts: Ldh/EHESS/Cassini fins al 1999, després INSEE a partir deL 2004

### Evolució de la població

Població 1962-2008

## Administració i política

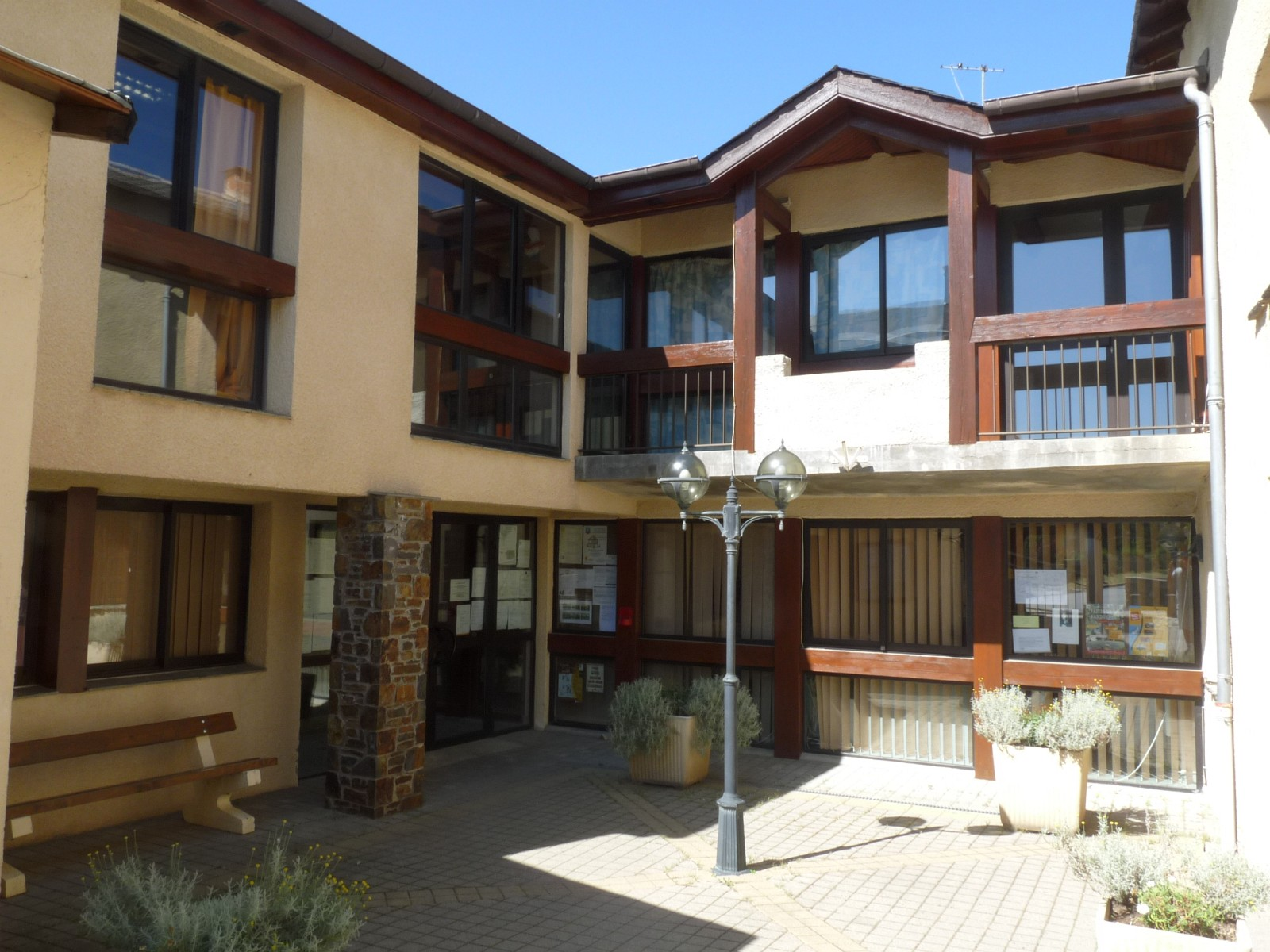
La Casa del Comú d'Estavar

### Batlles
| Batlle                 | Període                        |
| ---------------------- | ------------------------------ |
| Guillem Puig           | 1821 - 1821                    |
| Jacinta Maranges       | 1821 - 1822                    |
| Guillem Puig           | 1822 - 1827                    |
| Pere Grau              | 1825 - 1827                    |
| Josep Grau             | 1827 - 1833                    |
| Rafael Fabra           | 1833 - 1839                    |
| Pere Palau Aymar       | 1839 - 1844                    |
| Pere Carbonell         | 1844 - 1851                    |
| Francesc Barnola       | 1851 - 1857                    |
| Joan Grau              | 1857 - 1863                    |
| Antoni Bonfill         | 1863 - 1869                    |
| Francesc Grau          | 1869 - 1881                    |
| Pau Besombes           | 1881 - 1905                    |
| Salvador Autonès       | 1905 - 1923                    |
| Esteve Santanach       | 1923 - 1929                    |
| Andreu Imbern          | 1929 - 1947                    |
| Augustí Gispert        | 1947 - 1983                    |
| Gabriel Botet          | 1983 - Març del 2001           |
| Yvette Asencio         | Març del 2001 - Març del 2008  |
| Jean-Claude Rivayrol   | Març del 2008 - Abril del 2008 |
| Jean-Pierre Combalbert | Abril del 2008 - Març del 2014 |
| Laurent Leygue         | Març del 2014 - Moment actual  |

### Legislatura 2014 - 2020

#### Batlle
- Laurent Leygue.

#### Adjunts al batlle[14]
- 1r: Jean-Claude Rivayrol, conseller delegat d'Esport, Cultura, Festes i Cerimònies
- 2a: Angélique Tonetti, consellera delegada de Finances
- 3r: Manuel Villar, conseller delegat d'Obres.

#### Consellers municipals
- Marie Carrere, consellera municipal
- Bruno Gagny, conseller municipal
- Jean-Pierre Hespel, conseller municipal
- Silvie Lebre, consellera municipal
- Romain Magnan, conseller municipal
- Paul Miffre, conseller municipal
- Eric Quinson, conseller municipal.

### Adscripció cantonal
Des de les eleccions cantonals del 2015, Estavar forma part del Cantó dels Pirineus Catalans.

### Serveis comunals mancomunats
Estavar pertany a la Comunitat de comunes Pirineus Cerdanya, amb capitalitat a Sallagosa, juntament amb Angostrina i Vilanova de les Escaldes, Dorres, Enveig, Èguet, Er, la Guingueta d'Ix, Llo, Naüja, Oceja, Palau de Cerdanya, Porta, Sallagosa, Santa Llocaia, Targasona, La Tor de Querol, Ur i Vallcebollera.

## Ensenyament i cultura
Estavar té escola pública de caràcter elemental, associada amb la d'Er, amb la qual es parteixen els nivells. Disposa també de biblioteca, que obre cada dimecres i disposa d'un bon nombre de fons en català. Com les altres poblacions de les rodalies, tenen com a referència els col·legis de secundària de Font-romeu, Odelló i Vià, la Guingueta d'Ix i Oceja i els liceus de batxillerat i formació professional dels mateixos llocs.
D'altra banda, fins a onze associacions de diferents menes i caràcters asseguren una rica vida cultural al poble. Activitats com cinema i festivals de música, sobretot a l'estiu, són compartits amb els pobles dels entorns, Llívia inclosa.

## Llocs d'interès
- Església de Sant Julià d'Estavar
- Església de Sant Bartomeu de Bajande

## Persones il·lustres
- Pere Campmajó (1942), és un arqueòleg nord-català especialitzat en la protohistòria.